# Oglasa dia
Oglasa dia är en fjärilsart som beskrevs av Pierre E.L. Viette 1972. Oglasa dia ingår i släktet Oglasa och familjen nattflyn. Inga underarter finns listade i Catalogue of Life.